# Martin ten Hove
Martin ten Hove (mei 1984) is een Nederlandse schaatscoach.
Ten Hove begon in 2010 als assistent-trainer bij Jong Oranje. Tussen mei 2012 en december 2013 was Ten Hove actief als coach in de Chinese stad Harbin. Hierna ging hij aan de slag bij het project iSkate. Sinds de zomer van 2017 is hij met broer Erwin coach bij Team IKO, dat aanvankelijk sponsorloos startte als Team Ten Hove. In 2020 kreeg het team van de KNSB de status als één van de vier merkenteams.
Team IKO
Joy Beune · Stijn van de Bunt · Mats van den Bos · Sebas Diniz · Michelle de Jong · Robin Groot · Pien Hersman · Marten Liiv · Dai Dai N'tab · Jesse Speijers · Bart Swings · Kayo Vos
Coach: Erwin ten Hove · Martin ten Hove · Erik Bouwman